# Parviz Parastui
Parviz Parastui (en persan :  پرویز پرستویی ), né le 25 juin 1955 à Kabudrahang, dans la province de Hamedan en Iran, est un acteur iranien renommé.

## Début de carrière
Parviz Parastui a travaillé dans les affaires judiciaires avant de devenir acteur. Il a commencé sa carrière d’acteur dans le film Diar-e Asheghan (Rencontre des amoureux), qui a donné lieu à une série de films du genre autour des événements liés à la Guerre Iran-Irak.

## Rôles comiques
À la suite de ses interprétations des personnages sérieux dans Pishtazan-e Fath (Les conquérants), La chasse, etc., Parviz Parastui a interprété  Sadeq Meshkini, le personnage comique hautement acclamé et controversé de Leily est avec moi, réalisé par  Kamal Tabrizi.
Le film de guerre de Leily est avec moi apporte une nouvelle perspective sur la Guerre Iran-Irak, qui était considérée comme un sujet tabou. Le film raconte l’histoire comique de la peur de la guerre d’un employé de la télévision iranienne qui est envoyé sur le front pour un reportage documentaire.

## Films de guerre
Parviz Parastui a joué dans une série de films de guerre comme Le Ruban Rouge, Agence de verre, La Vague morte, etc. Ses interprétations sont une preuve de son habileté et de son talent.
Ebrahim Hatamikia a réalisé la plupart de ces films de guerre.

## Un coup de maître:Le Lézard
Parviz Parastui est connu comme un acteur de comédie à la suite de ses interprétations dans Le Bonhomme de neige, Un amour de verre, Mard-e Avazi (L’homme qui a changé) avant de jouer un rôle satirique dans le film Marmoulak (Le Lézard) de Kamal Tabrizi. Cela lui a valu le surnom de Reza Marmulak, le nom du personnage du Lézard.

## Séries télévisées
Les series télévisées de Parviz Parastui sont limitées à L’Appartement, Imam Ali, La Terre rouge, Zir-e Tigh (Sous le pilori).
Son interprétation dans Zir-e Tigh (Sous le pilori) est acclamée par le public à travers le monde. elle lui a valu le titre de meilleur acteur à International TV Programs Rome Festival.

## Filmographie
| Année | Titre original                           | Titre en Français                        | Réalisateur              |
| ----- | ---------------------------------------- | ---------------------------------------- | ------------------------ |
| 1983  | Diar-e Asheghan                          | Terre des amoureux                       | Hassan Kar Bakhsh        |
| 1984  | Pishtazane Fath                          | Les Conquérants                          | Naser Mehdipour          |
| 1987  | Sazmane 4                                | Agence secret                            | Hassan Javanbakhsh       |
| 1988  | Shekar                                   | La Chasse                                | Majid Javanmard          |
| 1990  | Hekayate An Marde Khoshbakht             | Les Aventures de l’homme heureux         | Reza Heidarnezhad        |
| 1991  | Maar                                     | Le serpent                               | Majid Javanmard          |
| 1992  | Imam Ali (Série télévisée)               | Emam Ali                                 | Davoud Mir-Bagheri       |
| 1995  | Adam barfi                               | Le Bonhomme de neige                     | Davoud Mir-bagheri       |
| 1996  | Leily Ba Man Ast                         | Leily est avec moi                       | Kamal Tabrizi            |
| 1996  | Avaye Fakhteh (Série télévisée)          | Le chant de coucou                       | Bahman Zarrinpour        |
| 1997  | Zir-e Chatr-e Khorshid (Série télévisée) | En dessous du parasol du soleil          | Bahman Zarrinpour        |
| 1997  | Mehr-e Madari                            | Amour maternel                           | Kamal Tabrizi            |
| 1997  | Ravani                                   | Un aliéné                                | Dariush Farhang          |
| 1997  | Ajanse Shisheh-yi                        | Agence de verre                          | Ebrahim Hatamikia        |
| 1997  | Mard-e Avazi                             | Faux individu                            | Mohammad Reza Honarmand  |
| 1999  | Rooban-e Ghermez                         | Le Ruban rouge                           | Ebrahim Hatamikia        |
| 1999  | Shookhi                                  | Une plaisanterie                         | Homayoun As’adian        |
| 2000  | Eshgh-e Shisheh-yi                       | Amour de verre                           | Raza Haidernezhad        |
| 2000  | Moomiayi 3                               | Momie III                                | Mohammad Reza Honarmand  |
| 2001  | Mowj-e Mordeh                            | La vague morte                           | Ebrahim Hatamikia        |
| 2001  | Ab va Atash                              | L’eau et le feu                          | Fereydoun Jeirani        |
| 2001  | Khak-e Sorkh (Série télévisée)           | La terre rouge                           | Ebrahim Hatamikia        |
| 2002  | Azizam Man Kook Nistam                   | Chérie, je ne suis pas dans mon assiette | Mohammad Reza Honarmand  |
| 2002  | Divaneh-yi az Ghafas Parid               | Le vol au-dessus du nid de coucou        | Ahmadreza Motamedi       |
| 2003  | Banoo-ye Man                             | La Dame                                  | Yadollah Samadi          |
| 2004  | Duel                                     | Duel                                     | Ahmad Reza Darvish       |
| 2004  | Marmoulak                                | Le Lézard                                | Kamal Tabrizi            |
| 2005  | Kafe-ye tranzit                          | Café transit                             | Kambuzia Partovi         |
| 2005  | Beed-e Majnoon                           | Le saule pleureur                        | Majid Majidi             |
| 2006  | Be Name Pedar                            | Au nom du père                           | Ebrahim Hatamikia        |
| 2006  | Zir-e Tigh (Série télévisée)             | Sous le Pilori                           | Mohammad Reza Honarmand  |
| 2006  | Fans (Théâtre)                           | Fans                                     | Mohammad Rahmanian       |
| 2007  | Padash-e Sokut                           | Le Bonus pour le silence                 | Maziar Miri              |
| 2007  | Sad Sal Be In Sal-ha                     | Bonne année!                             | Saman Moghaddam          |
| 2008  | Ketab-e Ghanoon                          | Livre de loi                             | Maziar Miri              |
| 2008  | Bist                                     | Vingt                                    | Abdolreza Kahani         |
| 2010  | Ashpazbashi (Série télévisée)            | Le cuisinier                             | Mohammad Reza Honarmand  |
| 2010  | Sizdah 59                                | Treize cinquante-neuf                    | Saman Salur              |
| 2010  | Khers                                    | Ursidae                                  | Khosro Masumi            |
| 2011  | Man-o Zbia                               | Ziba et Je                               | Fereydoun Hassanpour     |
| 2013  | Mehman Darim                             | Nos Clients                              | Mohammad Mehdi Asgarpour |
| 2014  | Emrooz                                   | Today                                    | Reza Mirkarimi           |
| 2016  | Bodyguard                                | Garde du corps                           | Ebrahim Hatamikia        |

## Récompenses
Parmi ses meilleurs rôles : Leily est avec moi (1996), Agence de verre (1997), le satire populaire de Marmoulak (Le lézard) (2004) et Le Saule pleureur (2005), pour lesquels il a gagné le Simorgh de cristal du meilleur acteur au Festival du film Fajr de 2005. Il avait déjà gagné le diplôme d’honneur pour le meilleur acteur du second rôle au Festival du film Fajr pour Leily est avec moi, et aussi le Simorgh de cristal pour le meilleur acteur du second rôle du même festival pour sa performance dans Agence de verre.

## Activités musicales
En plus de sa carrière d’acteur du cinéma et du théâtre, Parviz est un chanteur et il a déjà fait enregistrer et publier trois albums. Son dernier album, Mon Papa (en persan بابایی) est sorti en 2006.